# Charles Booth
Charles Booth (1840-1916) va ser un estudiós de Londres que destaca per l'intent d'elaborar mapes de pobresa de la ciutat de manera científica, per tal de poder fer front a les exigències socials de la ciutat, creixents des de la Revolució Industrial.
Els seus mapes, titulats Life and Labour of the People in London, dividien cada illa de casa segons nivells de pobresa i les classificava amb una descripció i un color: 
- semicriminalitat, de color negre: treballadors ocasionals, gent sense sostre, delinqüents...
- pobresa extrema, de color blau fosc: treballadors ocasionals, discapacitats i famílies extremadament desestructurades
- pobresa, de color blau clar: treballadors precaris o amb un sou molt baix, venedors ambulants...
- mixta, de color marró
- confortable, de color rosa: per sobre del llindar de pobresa, ja que tenen ingressos fixos

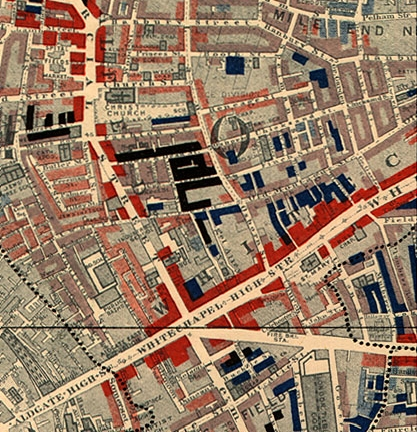
Un exemple dels mapes de Booth

- classe mitjana, de color vermell
- classe alta, de color groc: rics